# All You Need Is Love (Die Apokalyptischen Reiter)
All You Need Is Love è il terzo album del gruppo death/folk metal tedesco Die Apokalyptischen Reiter, pubblicato nel 2000.

## Tracce
1. Licked By The Tongues – 3:35
2. Unter der Asche – 3:43
3. Erhelle meine Seele – 4:00
4. Gone – 4:54
5. Regret – 3:40
6. Reitermania – 3:00
7. Hate – 2:25
8. Peace Of Mind – 2:54
9. Geopfert – 3:30
10. Rausch – 3:42
11. Die Schönheit Der Sklaverei – 5:20
12. Vom Ende Der Welt – 10:20

## Formazione
- Fuchs - voce
- Pitrone - chitarra
- Volk-Man - basso
- Sir G - batteria
- Dr. Pest - tastiere